# Just Don't Give a Fuck
"Just Don't Give a Fuck" (chamada de "Just Don't Give" na versão censurada do álbum The Slim Shady LP) é o single de estréia do rapper estadunidense Eminem e o primeiro single The Slim Shady EP. A faixa foi escrita e produzida por Eminem, juntamente com os Bass Brothers. Como single a canção teve desempenho comercial fraco, porem tarde a canção foi incluída a lista de faixas do álbum The Slim Shady LP, tendo instrumentais diferentes, uma vez que ele tinha assinado com a gravadora Aftermath Entertainment de Dr. Dre. Neste single foram usados samples da musica "Beverly Kills" de Insane Clown Posse lançada para o álbum Beverly Kills 50187, e também de "I Don't Give a Fuck" do então falecido Tupac Shakur.

## Faixas e formatos
- Alemanha CD single

1. "Just Don't Give a Fuck" - 4:02
2. "Brain Damage" - 3:47

- Estados Unidos CD single

1. "Just Don't Give a Fuck" - 4:02
2. "Just Don't Give" (Clean Version) - 4:02
3. "Just Don't Give a Fuck" (Acapella) - 4:02
4. "Just Don't Give a Fuck" (Instrumental) - 4:02
5. "Brain Damage" - 3:47

- Estados Unidos Cassette

1. "Just Don't Give a Fuck" - 4:02
2. "Brain Damage" - 3:47

## Desempenho nas paradas
| Paradas (1998)                                  | Melhor Posição |
| ----------------------------------------------- | -------------- |
| Estados Unidos (Bubbling Under Hot 100 Singles) | 14             |
| Estados Unidos (Billboard R&B/Hip-Hop Songs)    | 62             |
| Estados Unidos (Billboard Rap Songs)            | 5              |